# De Horn (eiland)

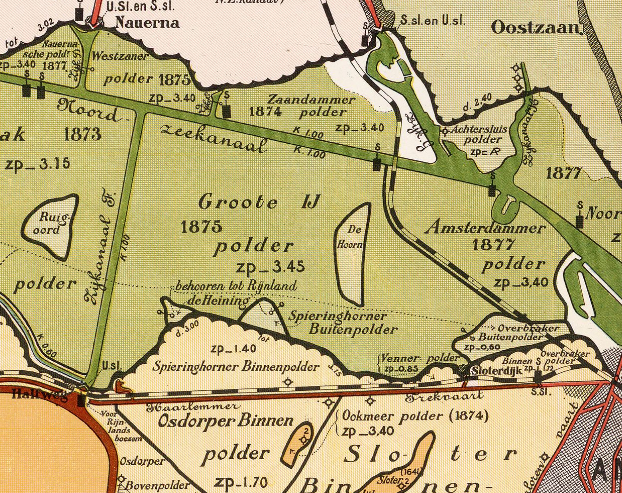

De Horn (ook wel geschreven Den Hoorn) was een eiland in het IJ. Het lag ongeveer ten zuidwesten van de uitmonding van de Zaan in het IJ. Met de inpoldering van deze watervlakte werd De Horn, samen met het restant van het nabijgelegen eilandje Jan Rebellenwaard opgenomen in een van de IJpolders, de Groote IJpolder.
Bij de aanleg van het Westelijk Havengebied vanaf de jaren vijftig werd het eiland vergraven en kwamen er bedrijventerreinen. De Hornhaven ligt gedeeltelijk op de plaats van het vroegere eiland en is er naar vernoemd. Voorts ligt het ertsoverslagbedrijf, ten zuidwesten van de vroegere Hembrug op de plaats van het vroegere eiland.